# Имперски декрет за образованието
Имперският декрет за образованието (на японски: (на японски: 石井 菊次郎) представлява документ, подписан от император Мейджи на 30 октомври 1890 г., който очертава основните насоки за образованието в Японската империя. Той съдържа 315 йероглифа и е четен на висок глас при всички по-важни училищни събития, а учениците и студентите е трябвало да го научат наизуст.

## Създаване
След Реставрацията Мейджи, политическото ръководство на Япония търси начин да прокара целите си за бърза модернизация (вестернизация) и легитимиране на новата политическа система, изградена около императорската институция. В периода 1870 г. – 1880 г. Мотода Нагазане и други консервативно мислещи дейци, предлагат връщане към конфуцианството като образователен и нравствен модел. Иноуе Коваши и други привърженици на модернизацията се опасяват, че това ще насърчи връщане към стария феодален строй, и вместо това настояват за философия, в чиято основа стои императорът.
Министър-председателят Ямагата Аритомо одобрява изготвянето на декрета, който представлява компромисен вариант, изработен до голяма степен от Иноуе Коваши с допълнения от Мотода Нагазане и други.
След неговото обнародване, декретът е разпространен до всички училища в страната заедно с портрет на император Мейджи.